# Aleksandr Obújov
Aleksandr Mijáilovich Obújov (del ruso: Алекса́ндр Миха́йлович Обу́хов) (Sarátov, URSS, 5 de mayo de 1918 – Moscú, URSS, 3 de diciembre de 1989) fue un físico y matemático aplicado ruso y soviético conocido por sus contribuciones a la teoría estadística de la turbulencia y a la física atmosférica. Asimismo, fue uno de los fundadores de la meteorología de capa límite moderna. trabajó como jefe del departamento teórico del Instituto Astronómico Sternberg, perteneciente a la Universidad Estatal de Moscú.
El escrito de Obújov fechado en 1946 acerca de una escala de longitud universal para los procesos de intercambio en las capas superficiales supuso la base que llevó a la teoría de similitud Monin-Obújov en 1954. Tanto dicha teoría de similitud Monin-Obújov como la longitud Monin-Obújov llevan su nombre y el del académico ruso Andréi Monin.

## Educación
Obújov nació el 5 de mayo de 1918 en Sarátov, a orillas del Volga. Terminó el instituto en 1934, pero no pudo realizar la prueba de acceso a la Universidad Estatal de Sarátov por ser aún demasiado joven. Por tanto, decidió pasar un año en el Observatorio Meteorológico de Sarátov antes de poder ingresar en la universidad en 1935, y a partir del trabajo que desempeñó en el observatorio publicó su primer artículo en el año 1939. Una vez en la Universidad de Sarátov, estudió matemáticas y ciencias y cuando finalizó se trasladó a Moscú para completar su formación en la Universidad Estatal de Moscú con un doctorado, el cual fue supervisado por Andréi Kolmogórov.